# 妖怪手錶♪
《妖怪手錶♪》（妖怪ウォッチ♪）為妖怪手錶系列的第五部改編動畫。也是第一部妖怪手錶 (动画)、第二部妖怪手錶！續作 ，於2021年4月9日開始播放。
以本部作品，从2014年1月起继续9年3个月的『妖怪手錶』动画系列一度休止。

## 登場角色

### 主要人類角色
天野景太
配音員：（日）戶松遙／（港）／（台）前期：林沛笭 後期：楊凱凱
遊戲中是第一代，二代、第三代USA篇的主角，動畫「妖怪手錶」「妖怪手錶！」「妖怪手錶♪」的主角。
11歲，就讀日本櫻花新城櫻花第一小學五年二班。
留著髮型微澎、往上翹了三根，極度普通的頭型。
：家從2019篇的「妖怪手錶！」搬到了木靈文花的家隔壁
生日為6月18日
喜歡的食物是炸麵包、炸雞塊、鵪鶉蛋，喜歡的偶像明星是太空電影的傳奇大師，代表圖案為星形，被說普通會難過.
身高139cm
木靈文花
配音員：（日）遠藤綾／（港）／（台）
遊戲中第一、二代作為景太外玩家可選擇的另一位主角，使用白色懷錶形的妖怪手錶。在動畫故事中為配角，Ciao漫畫版的主角。
11歲，五年二班。
留著長頭髮並紮成一束馬尾，帶著粉紅蝴蝶結。
：目前住在天野景太的新家隔壁
與景太同住在櫻花新城地區的少女，成績優秀，待人隨和，經常被人稱讚可愛。是家中的獨生女。
生日2月3日，喜歡的食物是奶油燉菜、玉米濃湯、黃瓜，喜歡的偶像明星很多（是個追星族）。代表圖案為心形
具有一定靈感，可以感覺出妖怪存在。
身高140公分。
今田干治
配音員：（日）佐藤智惠／（港）／（台）
11歲，五年二班。
身形瘦小。天野景太的同班同學，非常喜歡電腦科技。
身高約130公分-135公分。
熊島五郎太
配音員：（日）奈良徹／（港）／（台）
11歲，五年二班。
暱稱「阿熊」，身形魁梧，最愛吃炸物。天野景太的同班同學，妹妹熊美有個外國的男朋友，景太常常被她的男朋友誤認為勾引她而被打飛.

### 主要妖怪角色
威斯帕
配音員：（日）關智一／（港）／台
外型似幽靈的管家型妖怪。原名「愛假仙」，自稱為「妖怪管家」。
吉胖喵
配音員：（日）小櫻悅子／（港）／（台）
吉胖喵是隻貓型的地縛靈。原名「紅丸」，雄性，可愛族的妖怪，稱失去生前部份記憶，變做妖怪是因為生前為了救主人惠美而被車子撞死，結果惠美說「超遜」，使其誤會而變成地縛靈。覆蓋在輪胎印上面的肚兜則是他的特徵。
小石獅
配音員：（日）遠藤綾／（港）、／（台）
小石獅的造型是以狛犬為原型，可愛族的妖怪，獅子小石是他進化的樣子，小石次郎的哥哥，喜歡吃霜淇淋，頭上的兩個藍色火焰為特徵。
他的口頭禪是「茲拉」。（ズラ，靜岡方言的語尾助詞，等同於「~です」、「~でしょう」等等，發音和假髮諧音）與「萌給」（もんげー，岡山方言的感嘆詞，非常厲害（ものすごい）的意思）。
小石次郎
配音員：（日）遠藤綾／（港）／（台）
小石次郎的造型是以狛犬為原型，可愛族的妖怪，虎次郎是他進化的樣子，小石獅的弟弟，喜歡吃霜淇淋，頭上的兩個棕色火焰為特徵。
他的口頭禪是「茲拉」。（ズラ，靜岡方言的語尾助詞，等同於「~です」、「~でしょう」等等，發音和假髮諧音）與「萌給」（もんげー，岡山方言的感嘆詞，非常厲害（ものすごい）的意思）。

## 工作人員
- 製作人、企劃、劇本原案：日野晃博
- 原作：LEVEL-5
- 揭載：月刊Corocoro Comics
- 妖怪&角色原畫：長野拓造、田中美穗
- 企畫設定協力：本村健
- 系列構成：加藤陽一
- 角色設定：山田俊也
- 總作畫監督：武内啓、阿部千秋
- 美術監督：桐本裕美子
- 色彩設計：角野江美
- 撮影監督：山越康司
- 編輯：小守真由美
- 音樂：西郷憲一郎
- 音響監督：千葉繁
- 音樂協力：東京電視台
- 動畫監修：井上たかし
- 動畫製作：OLM TEAM INOUE
- 製片人：紅谷佳和（東京電視台）、滝野圭輔
- 顧問：丸茂礼、飯田将太
- 監督：泉保良輔
- 監督補佐：北條史也（第1－24話）
- 製作：東京電視台、電通、OLM

## 主題歌

### 片頭曲
「妖怪碰碰之歌」（第1－65話）
作詞、編曲：菊谷知樹；作曲：Motsu；歌：King Cream Soda
「凝视ring♪」（第66－98話）
作詞：高木貴司；作曲、編曲：S.KAWAI；歌：nanami

### 片尾曲
「妖怪體操」（第1－74話）
作詞：Lucky池田、高木貴司；作曲、編曲：菊谷知樹；歌：吉胖喵小石獅吉木理沙♪（小櫻悅子、遠藤綾、吉木理沙)
「妖怪體操♪」（第75－98話）
作詞：Lucky池田、高木貴司；作曲、編曲：菊谷知樹；歌：金子美優&吉胖喵小石獅（金子美優（LinQ）、小櫻悅子、遠藤綾)

## 各集內容
| 集數 | 日文標題                                 | 中文標題                    | 日本首播(放送)時間 |
| ---- | ---------------------------------------- | --------------------------- | ------------------ |
| 1    | 妖怪がいる？                             | 有妖怪?                     | 2021年4月9日       |
| 1    | 4コマさん～おひさしぶりズラ～            | 四格小石：好久不見          | 2021年4月9日       |
| 1    | 妖怪スイッチ！：1                        | 妖怪開關：1                 | 2021年4月9日       |
| 1    | 手を洗おう                               | 來洗手吧                    | 2021年4月9日       |
| 1    | 妖怪劇場～桃太郎～                       | 妖怪劇場《桃太郎》          | 2021年4月9日       |
| 2    | 悪夢のリモートパーティー                 | 遠程聚會的惡夢              | 2021年4月16日      |
| 2    | 4コマさん～手品~                         | 四格小石：魔術              | 2021年4月16日      |
| 2    | 妖怪スイッチ！：2                        | 妖怪開關：2                 | 2021年4月16日      |
| 2    | めざせ人気妖怪！                         | 目標成為人氣妖怪！          | 2021年4月16日      |
| 2    | 妖怪劇場～浦島太郎～                     | 妖怪劇場《浦島太郎》        | 2021年4月16日      |
| 3    | キャッシュレス！お金ナイダー！           | 無現金化! 缺錢假面!         | 2021年4月23日      |
| 3    | ４コマさん～カレンダー～                 | 四格小石：日歷              | 2021年4月23日      |
| 3    | 妖怪スイッチ！：3                        | 妖怪開關：3                 | 2021年4月23日      |
| 3    | ウィスパーの秘められた力                 | 威斯帕淺藏的力量!           | 2021年4月23日      |
| 3    | ひと狩り行くズラ！～ノガッパ～           | 出發狩獵吧茲拉：野河童篇    | 2021年4月23日      |
| 4    | スーパー妖チューバー ケータ！            | 超級妖管主景太!             | 2021年4月30日      |
| 4    | ４コマさん～ブランコ～                   | 四格小石：鞦韆              | 2021年4月30日      |
| 4    | 妖怪スイッチ！：4                        | 妖怪開關：4                 | 2021年4月30日      |
| 4    | コマさんの100万円生活                    | 小石獅的100萬日元生活!      | 2021年4月30日      |
| 4    | 妖怪劇場～シンデズラ～                   | 妖怪劇場《灰姑娘》          | 2021年4月30日      |
| 5    | 負けられないクレーンゲーム               | 絕不服輸之夾娃娃            | 2021年5月7日       |
| 5    | ４コマさん～花うらない～                 | 四格小石：花占卜            | 2021年5月7日       |
| 5    | 乙女（デバミ）のアイドル道               | 少女偶像之路：暴牙鼠        | 2021年5月7日       |
| 5    | 妖怪劇場～ 金のオーノー! 銀のオーノー!～ | 妖怪劇場《金斧頭! 銀斧頭!》 | 2021年5月7日       |

## 備註
1. ↑  由於本主題沒有確切的標題，故以集數來標示。

## 外部連結
- Anime website （页面存档备份，存于） （日語）